# Paul Revere and the Raiders
A Paul Revere and the Raiders rockegyüttes 1958-ban alakult meg az idahói Boise-ban. Eleinte instrumentális rock zenekar voltak. Több daluk is felkerült a slágerlistákra: a "Just Like Me", a "Kicks", a "Hungry", a "Good Thing", a "Him or Me - What's It Gonna Be?" és az "Indian Reservation" is. Utóbbi esetében egész egyszerűen csak "Raiders"-ként voltak feltüntetve. Korábban "The Downbeats" volt a nevük. Először 1958-tól 1976-ig működtek, majd 1978-tól 2014-ig. Paul Revere 2014-ben elhunyt, 76 éves korában. A zenekar Midnight Ride című albuma bekerült az 1001 lemez, amelyet hallanod kell, mielőtt meghalsz című könyvbe. Nevüket nem Paul Revere-ről, az amerikai ezüstművesről/forradalmárról kapták, hanem az énekesükről, Paul Revere Dickről.

## Tagjai
Utolsó felállás
- Doug Heath - gitár (1973–1977, 1978–1979, 1980-2014)
- Ron Foos - basszus, gitár (1975–1977, 1980-2014)
- Danny Krause - billentyűk (1980-2014)
- Jamie Revere - gitár (1990–1997, 2014)
- Darren Dowler - szólóénekes (2008)
- Tommy Scheckel - dobok, vokál (2010)

Korábbi tagjai
- Paul Revere - billentyűk (1958–1977, 1978–2014)
- Mark Lindsay - vokál, szaxofon (1958–1975)
- Robert White - gitár (1958–1961)
- Richard White - gitár (1958–1961)
- William Hibbard - basszusgitár (1958–1961)
- Dick McGarvin - dobok (1958)
- Red Hughes - vokál (1958)
- David Bell - dobok (1958–1959)
- Jerry Labrum - dobok (1959–1961)
- Andrea Loper - vokál (1960)
- Mike "Smitty" Smith - dobok (1962–1967, 1971–1972)
- Ross Allemang - basszusgitár (1962–1963)
- Steve West - szólógitár (1962)
- Pierre Ouellette (1963)
- Dick Walker - szólógitár (1962–1963)
- Charlie Coe - szólógitár (1963), basszusgitár (1967–1968)
- Drake "Kid" Levin - szólógitár (1963–1966, 1967)
- Mike "Doc" Holliday - basszusgitár (1963–1965)
- Phil "Fang" Volk - basszusgitár (1965–1967)
- Jim "Harpo" Valley - szólógitár (1966–1967)
- Freddy Weller - szólógitár (1967–1973)
- Joe Correro, Jr. - dobok (1967–1971)
- Keith Allison - basszusgitár (1968–1975)
- Omar Martinez - dobok, vokál (1971–1977, 1980–2006)
- Robert Wooley - billentyűk (1972–1977)
- Blair Hill - vokál (1978–1980)
- Michael Bradley - vokál (1980–1983)
- Carlo Driggs - vokál (1983–2004)

## Diszkográfia
Stúdióalbumok
- Like, Long Hair (1961)
- Paul Revere and the Raiders (1963)
- Here They Come! (1965)
- Just Like Us! (1966)
- Midnight Ride (1966)
- The Spirit of '67 (1966)
- Revolution! (1967)
- Goin' to Memphis (1968)
- Something Happening (1968)
- Hard'n'Heavy (with Marshmallow) (1969)
- Alias Pink Puzz (1969)
- Collage (1970)
- Indian Reservation (1971)
- Country Wine (1972)
- Special Edition (1983)
- The Great Raider Reunion (1983)
- Paul Revere Rides Again (1983)